# New York City Opera

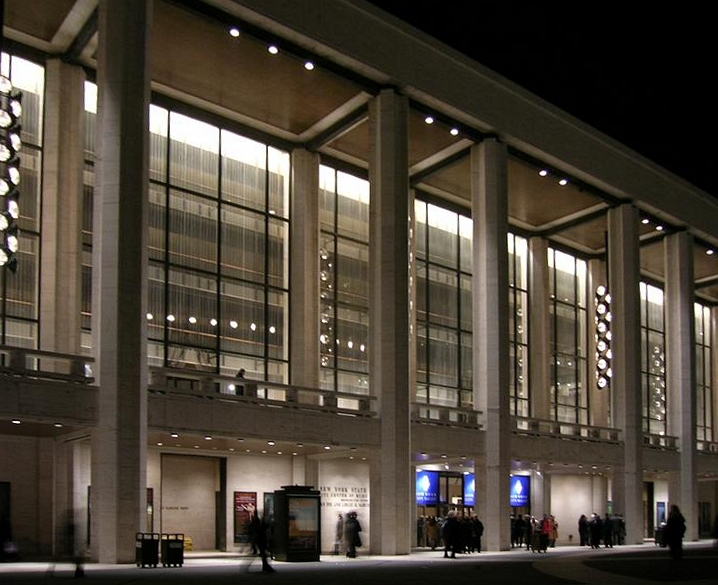
Photographie de la façade du New York State Theater au Lincoln Center de New York, prise le 10 février 2006 par Kevin Burdette

Le New York City Opera ou NYCO est à la fois une salle du New York State Theater, au Lincoln Center de New York, et une troupe lyrique fondée en 1944 et qui a déposé son bilan au 1er octobre 2013 après une représentation de Anna Nicole (opéra), faute de pouvoir trouver 7M$ avant la fin du mois.
Depuis 1996 son directeur artistique général est Paul Kellogg. En février 2007, Gerard Mortier est nommé directeur du New York City Opera à partir de la saison 2009-2010 jusqu'en 2015, mais participera dès lors à l'activité de l'institution afin d'assurer la transition.
Cette compagnie offre un programme d'éducation artistique à plus de 12 000 étudiants dans 75 écoles. La salle abrite le New York City Ballet.